# 狭花心萼薯
狭花心萼薯（学名：Aniseia stenantha）为旋花科心萼薯属的植物。分布在中国大陆的福建、广东等地，目前尚未由人工引种栽培。